# Caconde
Caconde est une ville brésilienne du nord-est de l'État de São Paulo.

## Généralités
La ville se situe à 290 km de la capitale São Paulo et est une station de cure et convalescence assez populaire.

## Géographie
Caconde se situe par une latitude de 21° 31' 44" sud et par une longitude de 46° 38' 38" ouest à une altitude de 860 m. Sa population était de 18 620 habitants au recensement de 2007. La municipalité s'étend sur 470 km2.

## Démographie
| Évolution de la population (municipalité) | Évolution de la population (municipalité) | Évolution de la population (municipalité) | Évolution de la population (municipalité) |
| Année                                     | Population                                |                                           | %±                                        |
| ----------------------------------------- | ----------------------------------------- | ----------------------------------------- | ----------------------------------------- |
| 1920                                      | 24 791                                    |                                           |                                           |
| 1940                                      | 17 314                                    |                                           | −30,2%                                    |
| 1950                                      | 15 834                                    |                                           | −8,5%                                     |
| 1960                                      | 18 158                                    |                                           | 14,7%                                     |
| 1970                                      | 15 248                                    |                                           | −16,0%                                    |
| 1980                                      | 16 418                                    |                                           | 7,7%                                      |
| 1991                                      | 17 283                                    |                                           | 5,3%                                      |
| 2000                                      | 18 378                                    |                                           | 6,3%                                      |
| 2010                                      | 18 538                                    |                                           | 0,9%                                      |
| 2022                                      | 17 101                                    |                                           | −7,8%                                     |
| ,                                         |                                           |                                           |                                           |